# Philus lumawigi
Philus lumawigi is een keversoort uit de familie Vesperidae. De wetenschappelijke naam van de soort werd in 1990 gepubliceerd door Hüdepohl.